# Frijke Schaafsma
Freike Schaafsma is een Nederlands langebaanschaatsster.
Als belofte startte Schaafsma op het WK schaatsen junioren 1998, waar ze derde werd.
Schaafsma startte negen maal op de NK Afstanden, en eenmaal in 1999 op de NK Allround. Haar laatst bekende race dateert ook uit dat jaar.

## Records

### Persoonlijke records[3]
| Afstand    | Tijd    | Datum            | Baan       |
| ---------- | ------- | ---------------- | ---------- |
| 500 meter  | 42,50   | 28 februari 1998 | Milwaukee  |
| 1000 meter | 1.22,70 | 19 maart 1999    | Calgary    |
| 1500 meter | 2.04,48 | 20 maart 1999    | Calgary    |
| 3000 meter | 4.26,40 | 19 december 1997 | Heerenveen |
| 5000 meter | 7.47,01 | 20 december 1997 | Heerenveen |